# Tijera

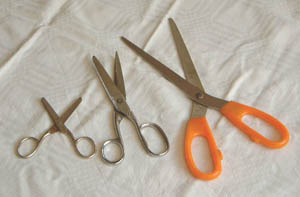
Diferentes tipos de tijeras.

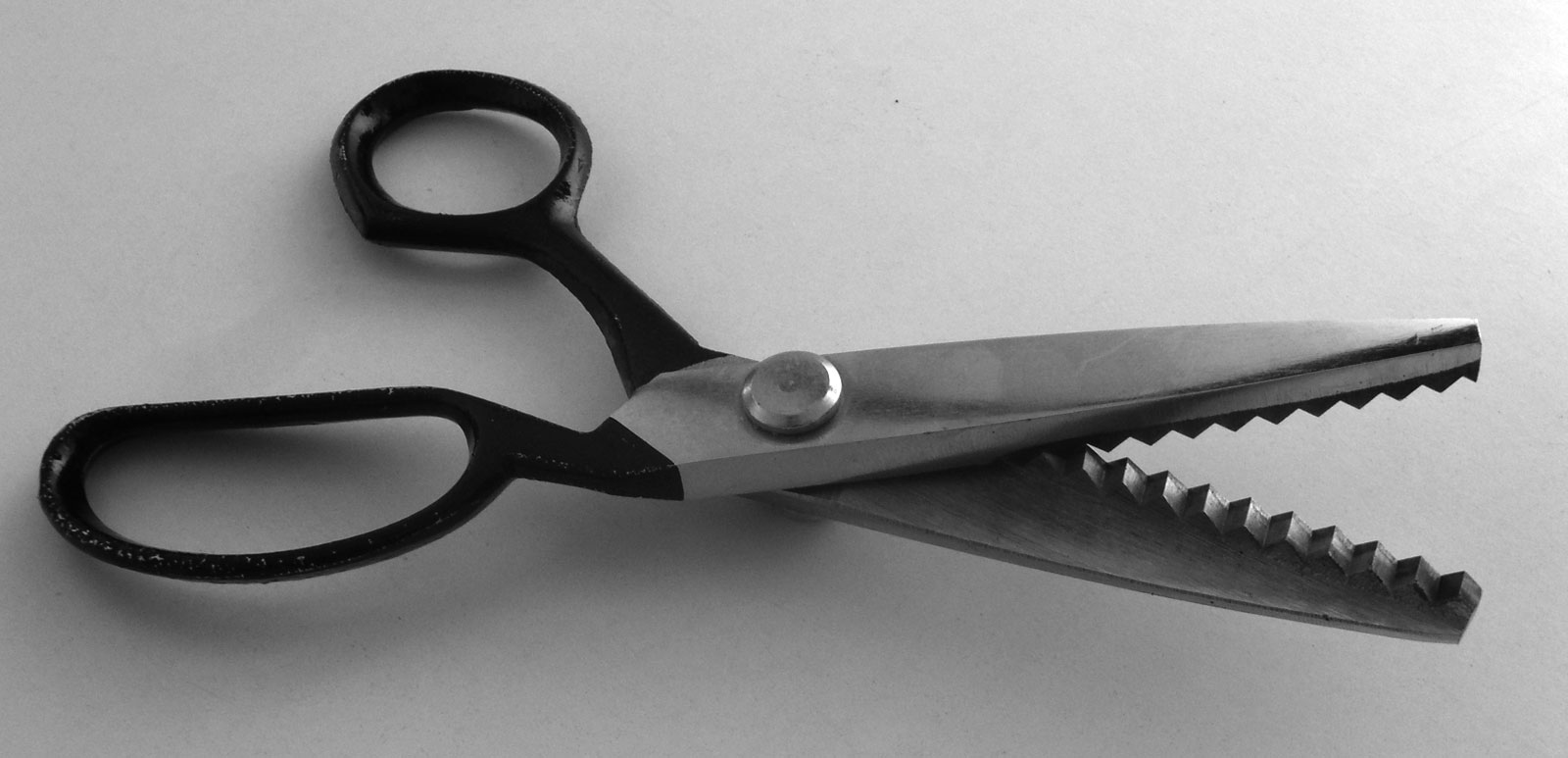
Tijera de corte en zigzag, utilizada en costura.

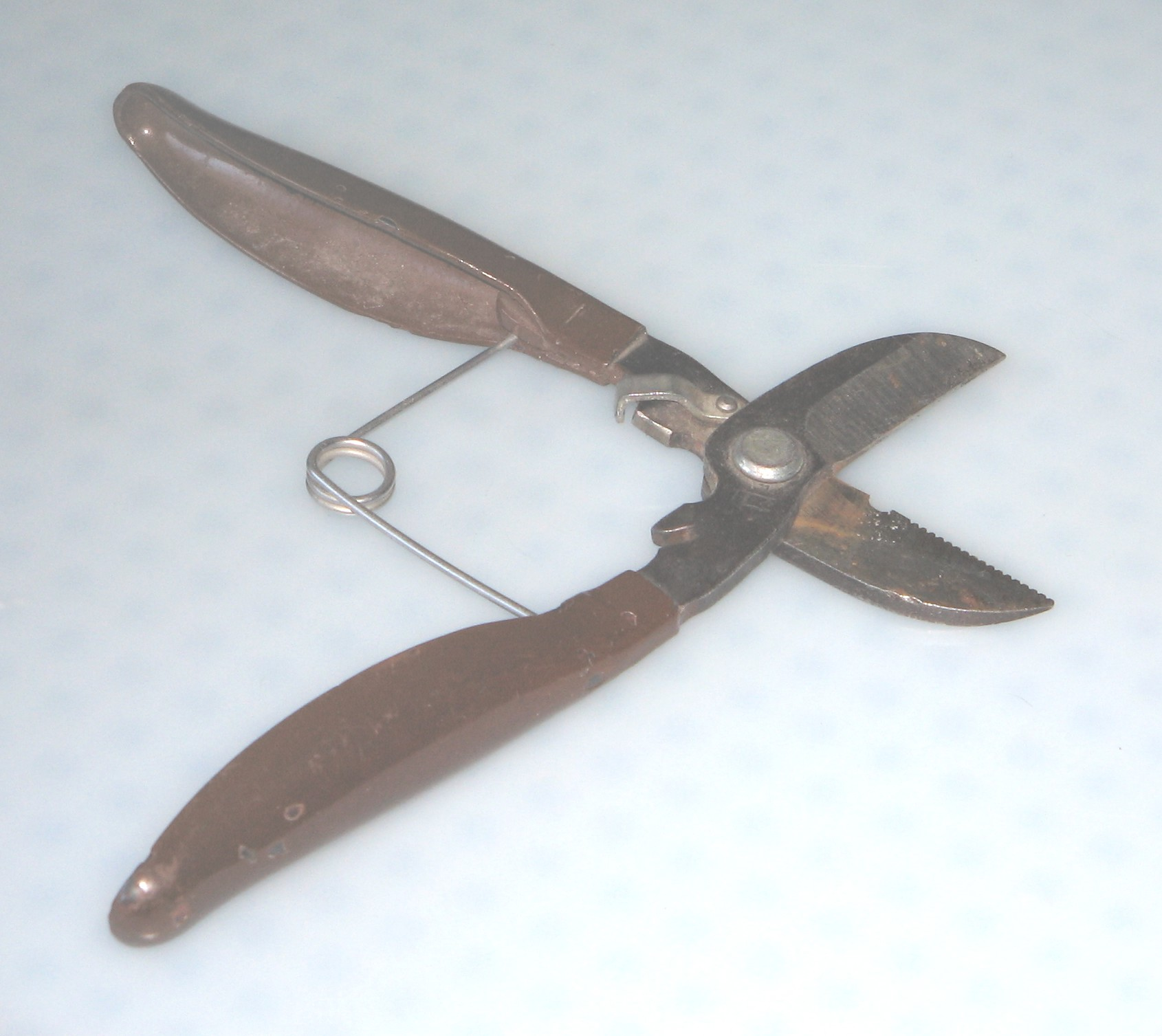
Tijera cortachapas.

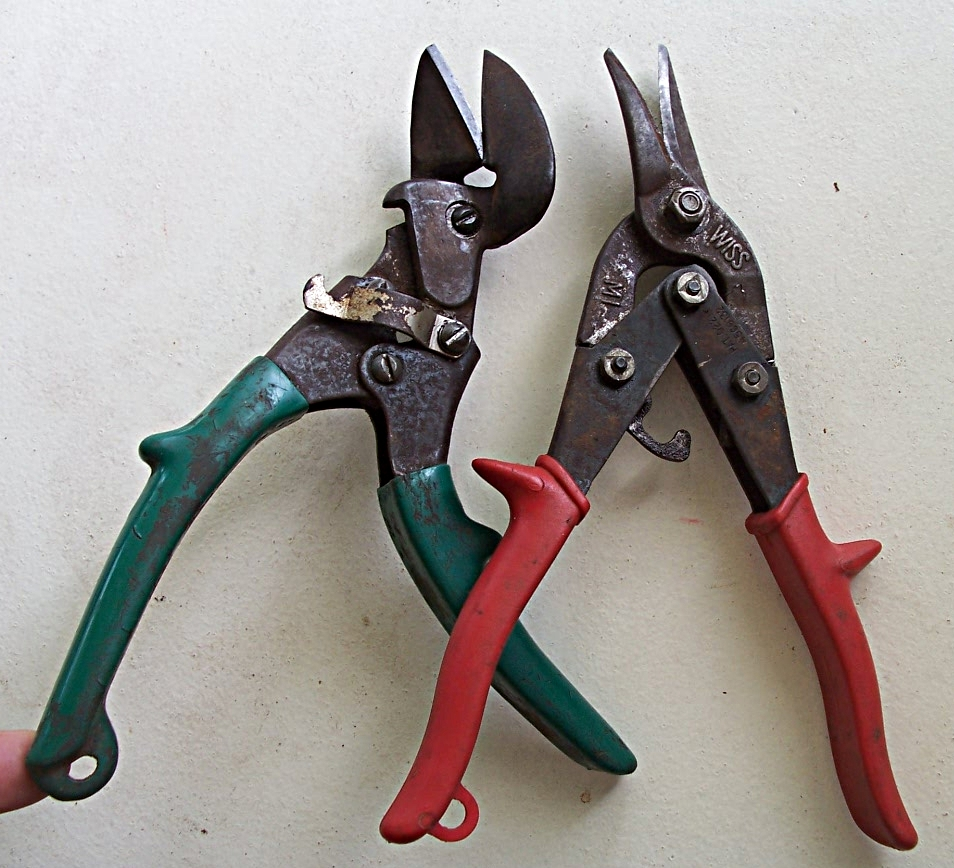
Tijeras para hojalata.

Una tijera, denominada frecuentemente en su plural tijeras, es una herramienta manual que sirve para cortar diferentes tipos de materiales. Está formada por dos cuchillas de acero que giran alrededor de  un tornillo axial común, respecto al cual se sitúan los filos de corte a un lado y las agarraderas en el lado contrario. Las agarraderas conllevan agujeros para sujetar y maniobrar con el pulgar y el cordial. El mecanismo formado es un ejemplo típico de palanca de primer orden, en la cual el punto de apoyo se sitúa entre la resistencia (esfuerzo resistente) y la potencia (esfuerzo motor). Las cuchillas se rozan una a la otra de tal forma que al cerrarse no dejan espacio entre sí, cortando de esta forma el objeto deseado. 
Existen varios tipos de tijeras, cuyo diseño y prototipo depende de la aplicación específica para la que se destinan, por ejemplo en oficinas, cocina, costura, peluquería, enfermería, cirugía o jardinería, incluso con varios tipos para cada oficio.

## Historia

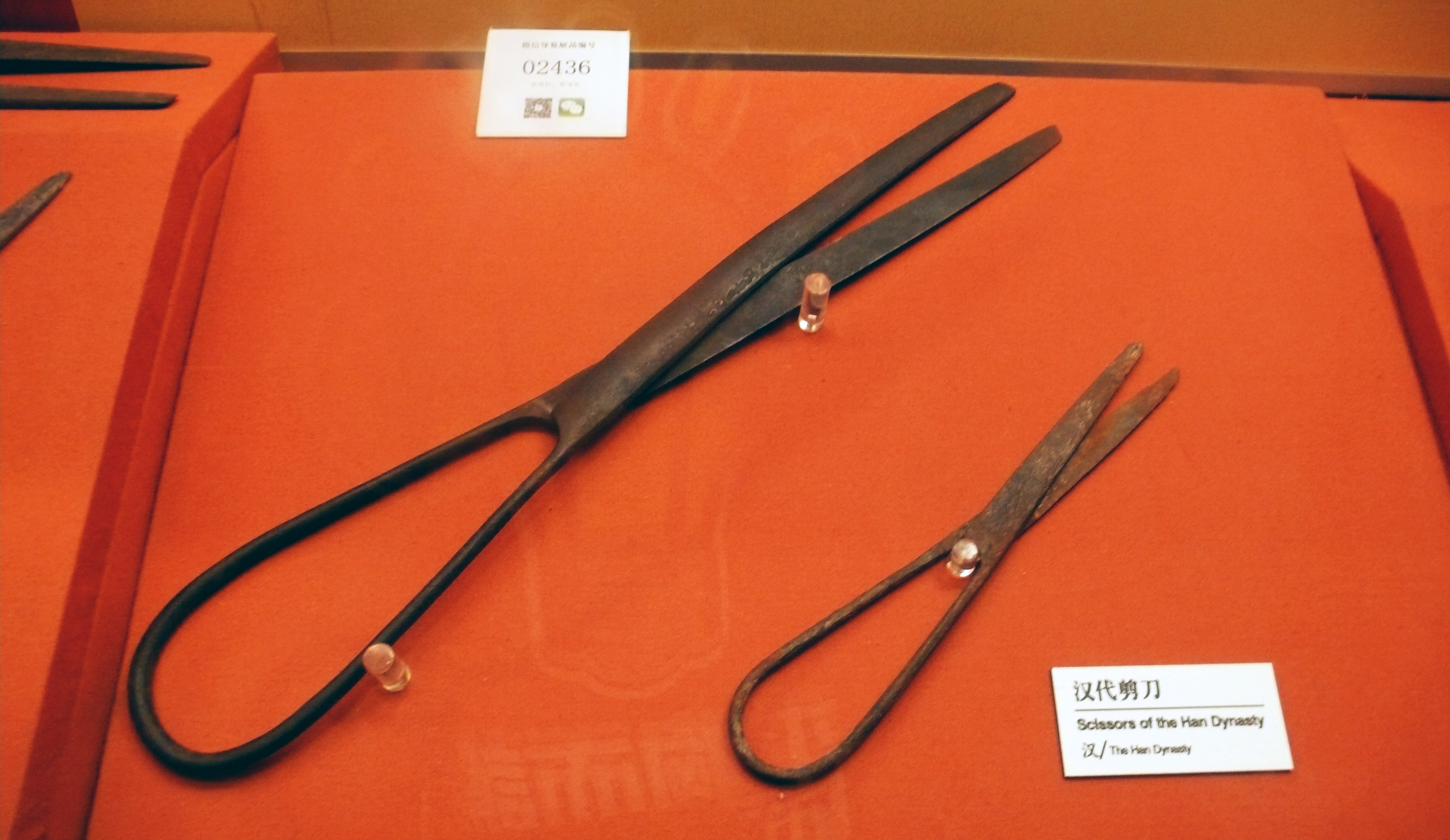
dinastía Han tijeras

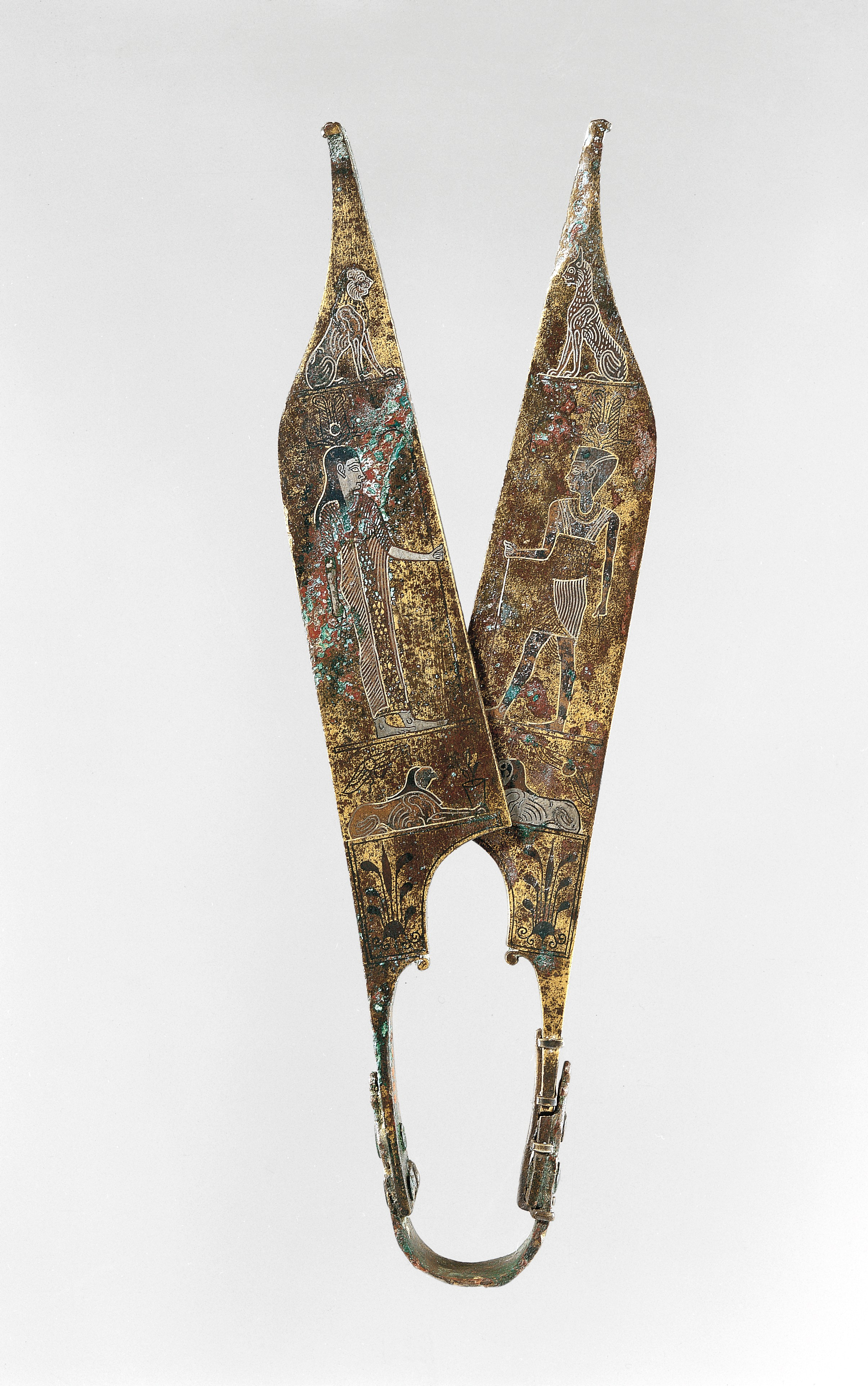
Se cree que estas tijeras datan del siglo II d. C. y proceden de un asentamiento del Romano en Trabzon, Turquía. El estilo de las incrustaciones metálicas "egiptizantes" sugiere que se hicieron para imitar el verdadero Arte egipcio. Cuando se cierran, las figuras del perro y el gato de las puntas se ven cara a cara.

Las primeras tijeras conocidas aparecieron en Mesopotamia  hace entre 3000 y 4000 años. Eran del tipo "tijeras de muelle" que comprendían dos hojas de bronce conectadas en los mangos por una tira delgada y flexible de bronce curvado que servía para mantener las hojas alineadas, para permitir que se apretaran entre sí y para separarlas al soltarlas.
Las tijeras de muelle se siguieron utilizando en Europa hasta el siglo XVI. Sin embargo, las tijeras pivotantes de bronce o hierro, en las que las hojas pivotaban en un punto entre las puntas y los mangos, antecesoras directas de las tijeras modernas, fueron inventadas por los romanos alrededor del año 100 d. C. Entraron en uso común no sólo en la antigua Roma, sino también en China, Japón y Corea, y la idea se sigue utilizando en casi todas las tijeras modernas.

### Fabricación temprana
Durante la Edad Media y el Renacimiento, las tijeras de muelle se fabricaban calentando una barra de hierro o acero, y luego aplanando y dando forma a sus extremos en forma de hojas en un yunque. El centro de la barra se calentaba, se doblaba para formar el muelle y luego se enfriaba y recalentaba para hacerlo flexible.
La empresa Hangzhou Zhang Xiaoquan, de Hangzhou (China), lleva fabricando tijeras desde 1663.
William Whiteley & Sons (Sheffield) Ltd. producía tijeras en 1760, aunque se cree que el negocio empezó a funcionar incluso antes. La primera marca comercial, 332, se concedió en 1791. La empresa sigue fabricando tijeras hoy en día, y es la empresa más antigua de Occidente en hacerlo.
Las tijeras pivotantes no se fabricaron en grandes cantidades hasta 1761, cuando Robert Hinchliffe de Sheffield produjo el primer par de tijeras modernas hechas de acero fundido endurecido y pulido. Su mayor reto fue dar forma a los arcos; primero, los hizo sólidos, luego perforó un agujero y después limó el metal para que éste fuera lo suficientemente grande como para admitir los dedos del usuario. Este proceso era laborioso, y al parecer Hinchliffe lo mejoró para aumentar la producción. Hinchliffe vivía en Cheney Square (actualmente el emplazamiento del Ayuntamiento de Sheffield), y colocó un letrero en el que se identificaba como "fabricante de tijeras finas". Consiguió grandes ventas en Londres y otros lugares.
Durante el siglo XIX, las tijeras se forjaban a mano con mangos elaboradamente decorados. Se fabricaban martilleando el acero sobre unas superficies dentadas conocidas como "protuberancias" para formar las hojas. Los anillos de los mangos, conocidos como arcos, se hacían perforando un agujero en el acero y ampliándolo con el extremo puntiagudo de un yunque.
En 1649, en Suecia, se fundó una fábrica de hierro en el pueblo de Fiskars, entre Helsinki y Turku. En 1830, un nuevo propietario puso en marcha la primera fábrica de cuchillería de Finlandia, fabricando, entre otros artículos, tijeras con la marca Fiskars.

### Regiones de fabricación modernas
China
La gran mayoría de la fabricación mundial de tijeras tiene lugar en China. En 2019, China era responsable del 64,3% de las exportaciones mundiales de tijeras. La principal región productora de tijeras en China se encuentra en la provincia de Guandong.
La empresa Zhang Xiaoquan de Hangzhou, fundada en 1663, es uno de los fabricantes de tijeras más antiguos del mundo. La empresa fue nacionalizada en 1958 y ahora emplea a 1.500 personas que producen anualmente un número estimado de 7 millones de pares de tijeras económicas que se venden al por menor a una media de 4 dólares cada una.

Francia
A finales del siglo XIV se empezó a utilizar la palabra inglesa scissors. Se derivó de la palabra en francés antiguo, "cisoires" que se refería a las tijeras.
Hay varias regiones históricamente importantes productoras de tijeras en Francia: Haute-Marne en Nogent-en Bassigny, Châtellereault, Thiers y Rouen. Estas ciudades, al igual que muchas otras comunidades productoras de tijeras, comenzaron con la producción de sables, espadas y bayonetas, que pasaron a las tijeras y otras cuchillas a finales del siglo XVIII y principios del XIX.
Thiers, en el departamento de Puy-de-Dôme, en Auvernia, sigue siendo un importante centro de producción de tijeras y cuchillería. Alberga tanto el Musée de la Coutellerie, que muestra los 800 años de historia de la fabricación de cuchillas de la ciudad, así como Coutellia, una feria del sector que se anuncia como uno de los mayores encuentros anuales de cuchilleros artesanales del mundo.

Alemania
Alemania fue responsable de la fabricación de algo menos del 7% de las exportaciones mundiales de tijeras en 2019. A menudo llamada "la ciudad de las cuchillas", Solingen, en Renania del Norte-Westfalia, ha sido un centro de fabricación de tijeras desde la época medieval. A finales del siglo XVIII se calcula que en Solingen había más de 300 tijeras.
En 1995, la ciudad de Solingen aprobó la Ordenanza de Solingen, una actualización de una ley de los años 30 que decretaba que los sellos "Made in Solingen" solo podían aplicarse a los productos fabricados casi en su totalidad en la antigua zona industrial de Solingen. En 2019 esto se aplicaba a unas 150 empresas que fabricaban cuchillas de alta calidad de todo tipo, incluidas las tijeras.
Friedrich Herder, fundada en Solingen en 1727, es uno de los fabricantes de tijeras más antiguos que siguen funcionando en Alemania.
Italia

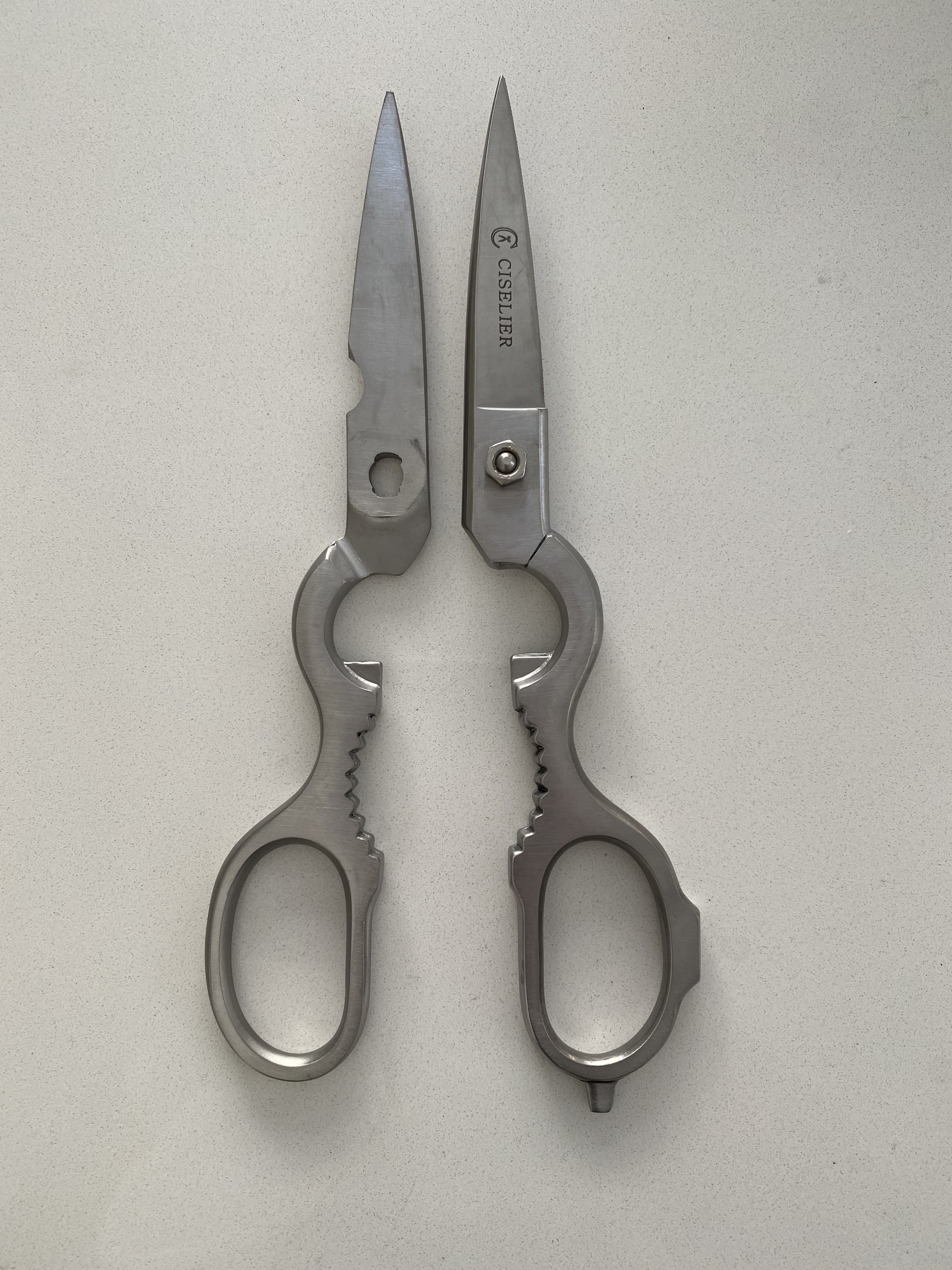
Tijeras de cocina clásicas de estilo italiano, utilizadas a menudo para cortar alimentos. Las dos mitades se pueden separar para limpiarlas

Premana, en la provincia de Lecco, tiene sus orígenes en la herrería y la fabricación de cuchillos a partir del siglo XVI. En 1900 había diez talleres de fabricación de tijeras, 20 en 1952 y 48 en 1960. Hoy en día, el Consorcio Premax, una asociación industrial, organiza más de 60 empresas locales dedicadas a la fabricación de tijeras para los mercados mundiales. En 2019, Italia exportó el 3,5% de las tijeras fabricadas a nivel mundial.
Una de las empresas más antiguas de fabricación de tijeras de Premanese que sigue en funcionamiento es Sanelli Ambrogio, fundada en 1869.

Japón
La fabricación de tijeras en Japón evolucionó a partir de la fabricación de espadas en el siglo XIV. Seki, en la prefectura de Gifu, fue un reconocido centro de fabricación de espadas a partir del año 1200. Cuando a los ciudadanos ya no se les permitía llevar katana, los herreros de la ciudad se dedicaron a fabricar tijeras y cuchillos. Hay muchos tipos especializados de tijeras japonesas, pero las tijeras de coser fueron introducidas por el comodoro estadounidense Matthew Perry desde Estados Unidos en 1854.
El taller de Sasuke en la ciudad de Sakai, al sur de Osaka, está dirigido por Yasuhiro Hirakawa, una quinta generación de tijeras. La empresa lleva en funcionamiento desde 1867. Yasuhiro Hirakawa es el último fabricante de tijeras tradicionales de Japón, que fabrica tijeras al estilo tradicional en las que se cree que las hojas son más finas, ligeras y afiladas que las tijeras europeas. En 2018 fue perfilado en un documental que presentaba un par de sus tijeras para bonsáis que se vendían por 35.000 dólares.

España
En Solsona, España, la fabricación de tijeras comenzó en el siglo XVI. En el siglo XVIII, cuando la industria estaba en su apogeo, había 24 talleres, organizados como el Gremio de San Eligio, patrón de los cuchilleros. A mediados de la década de 1980 sólo quedaban dos, y en 2021, Pallarès Solsona, fundada en 1917 por Lluìs y Carles Pallarès Canal, y aún de gestión familiar, era el único fabricante de tijeras artesanales que quedaba en la ciudad.

Reino Unido
Sheffield, en York, fue el lugar donde por primera vez se fabricaron tijeras en masa, a partir de 1761. En el siglo XIX se calcula que había unas 60 empresas de tijeras de acero en Sheffield. Sin embargo, desde la década de 1980, la globalización de la industria y el cambio hacia tijeras más baratas y producidas en masa provocaron una deflación de los precios, con la que muchos fabricantes artesanales no podían competir. En 2021, la industria de las tijeras de Sheffield sólo contaba con dos empresas locales.
Los dos fabricantes de tijeras que quedan en Sheffield son William Whiteley, fundado en 1760, y Ernest Wright, que se estableció en 1902. Ambas se centran ahora en la artesanía de gama alta/nicho de "productos para toda la vida" en lugar de la producción en masa. Entre estas dos firmas se estima que no hay más de diez "Putter-Togetherers" o "Putters" que son los maestros artesanos responsables del ensamblaje de las tijeras Sheffield de alta calidad. En 2020, Ernest Wright fue reconocido con el Premio a la Artesanía en Peligro por la Asociación Británica de Artesanía del Patrimonio.

## Descripción y funcionamiento
Una tijera consta de dos hojas pivotantes. En las tijeras de menor calidad, los bordes de corte no están especialmente afilados; es principalmente la acción de cortante entre las dos hojas la que corta el material. En las tijeras de alta calidad, las cuchillas pueden ser extremadamente afiladas y con resortes de tensión, para aumentar la tensión de corte y cizallamiento sólo en el punto exacto en el que se encuentran las cuchillas. El movimiento de la mano (empujando con el pulgar, tirando con los dedos) puede aumentar esta tensión. Un ejemplo ideal es el de las tijeras o cizallas de sastre de alta calidad, que deben ser capaces de cortar perfectamente (y no simplemente desgarrar) telas delicadas como la gasa y la seda.
Las tijeras de los niños no suelen estar especialmente afiladas, y las puntas de las hojas suelen estar romas o "redondeadas" por seguridad.
Mecánicamente, las tijeras son una doble palanca de primera clase con el pivote actuando como fulcrum. Para cortar material grueso o pesado, la ventaja mecánica de una palanca se puede aprovechar colocando el material a cortar lo más cerca posible del punto de apoyo. Por ejemplo, si la fuerza aplicada (en los mangos) está dos veces más lejos del fulcro que el lugar de corte (es decir, el punto de contacto entre las cuchillas), la fuerza en el lugar de corte es el doble de la fuerza aplicada en los mangos. Las tijeras cortan el material aplicando en el lugar de corte un esfuerzo cortante local que supera la resistencia al corte del material.
Algunas tijeras tienen un apéndice, llamado refuerzo para el dedo o espiga para el dedo, debajo del agujero del dedo índice para que el dedo medio se apoye en él para proporcionar un mejor control y más potencia en el corte de precisión. La espiga del dedo se puede encontrar en muchas tijeras de calidad (incluso en las baratas) y especialmente en las tijeras para cortar el pelo (véase la imagen de las tijeras para el pelo más abajo).  En el corte de pelo, algunos afirman que el dedo anular se introduce donde algunos colocan el dedo índice, y el dedo meñique se apoya en la espiga del dedo.
Para las personas que no tienen uso de las manos, existen tijeras especialmente diseñadas para ser accionadas con el pie. Algunos tetrapléjicos pueden utilizar una tijera motorizada de accionamiento bucal.